# Najstarsza Synagoga w Bambergu
Najstarsza Synagoga w Bambergu – pierwsza synagoga znajdująca się w Bambergu, w Niemczech na rogu Judenstrasse i Unterer Kaulberg.
Dokładna data powstania synagogi nie jest znana, ale przypuszcza się, że powstała przed XIV wiekiem. Wejście do synagogi znajdowało się na placu Pfahlplätzchen, który wcześniej nazywał się Judenplatz i zapewne stanowił centrum dawnej dzielnicy żydowskiej. 
W 1422 roku biskup Fryderyk III skonfiskował synagogę i zamienił na kościół Matki Boskiej. Dziś mieści się w niej gmina Wolnego Kościoła.